# KV41
Situé dans la vallée des Rois, dans la nécropole thébaine sur la rive ouest du Nil face à Louxor en Égypte, KV 41 est le tombeau d'un inconnu. C'est la dernière tombe découverte par Victor Loret.
Cette tombe n'a jamais été utilisée et on y a découvert aucun objet.